# شيلتون مارتيز
شيلتون مارتيز (بالهولندية: Shelton Martis)‏ (29 نوفمبر 1982 بويلمستاد في كوراساو - ) هو لاعب كرة قدم هولندي في مركز الدفاع. شارك مع منتخب جزر الأنتيل الهولندية لكرة القدم ومنتخب كوراساو لكرة القدم. أما مع النوادي، فقد لعب مع إف سي آيندهوفن وسكونثورب يونايتد ونادي إكسلسيور ونادي دونكاستر روفرز ونادي هيبرنيان ووست بروميتش ألبيون وJumpasri United F.C. ‏ ودارلينجتون إف سى.

## وصلات خارجية
- شيلتون مارتيز على موقع الاتحاد الدولي (مؤرشف)  (الإنجليزية)
- شيلتون مارتيز على موقع قاعدة بيانات كرة القدم.إي يو (الإنجليزية)
- شيلتون مارتيز على موقع ناشيونال فوتبول تيمز (الإنجليزية)
- شيلتون مارتيز على موقع Soccerbase.com (لاعب) (الإنجليزية)
- شيلتون مارتيز على موقع Soccerway.com (الإنجليزية)
- شيلتون مارتيز على موقع عالم كرة القدم.نت (الإنجليزية)